# 平岸車站 (札幌市)
平岸車站（日语：／ Hiragishi eki */?）是一位於日本北海道札幌市中央區平岸2条7丁目，隸屬於札幌市交通局的地下鐵車站。平岸車站是札幌市營地下鐵南北線的沿線車站之一，車站編號N12。
名稱源自阿伊努語的「pira-kes」，意思是懸崖的末端。

## 車站構造
2面2線的對向式月台。位於白石中之島通的下方，出入口沿此路共設有3個。

### 月台配置
| 月台 | 路線   | 目的地               |
| ---- | ------ | -------------------- |
| 1    | 南北線 | 真駒內方向           |
| 2    | 南北線 | 大通、札幌、麻生方向 |

## 相鄰車站
札幌市營地下鐵
 南北線
中之島（N11）－平岸（N12）－南平岸（N13）
1. ↑  北海道庁.  (PDF). 北海道庁.   [2017-08-17]. （原始内容存档 (PDF)于2018-04-17）.